# Chartographa
Chartographa là một chi bướm đêm thuộc họ Geometridae.

## Các loài
- Chartographa convexa
- Chartographa fabiolaria
- Chartographa korelygris
- Chartographa ludovicaria
- Chartographa plurilineata
- Chartographa praemutans
- Chartographa tigrinata
- Chartographa trigoniplaga